# Мадзуншан
Мадзуншан е планински хребет в Северозападен Китай, в автономен регион Вътрешна Монголия и провинция Гансу, най-високата част на планинската система Бейшан. Простира се на около 200 km по паралела с максимална височина връх Мадзуншан (2791 m). Състои се от отделни хребети с относителна височина 700 – 900 m, разделени от ерозионни падини. Изграден е предимно от пясъци, шисти и варовици с палеозойска възраст. Преобладават ландшафтите на каменистите пустини. Най-високите части са заети от пасища и рядка дървесна растителност.